# یوزف هلبلینگ
یوزف هلبلینگ (انگلیسی: Josef Helbling) (۱۵ ژوئیهٔ ۱۹۳۵ – ۱۱ سپتامبر ۲۰۲۴) یک دوچرخه‌سوار اهل سوئیس بود.